# Сан-Матео (Арагуа)
Сан-Матео (исп. San Mateo) — город на севере Венесуэлы, на территории штата Арагуа. Является административным центром муниципалитета Боливар.

## История
Поселение, из которого позднее вырос город, было основано 30 ноября 1620 года. Муниципалитет Сан-Матео был выделен в отдельную административную единицу в 1986 году.

## Географическое положение
Сан-Матео расположен на северо-западе центральной части штата, преимущественно на правом берегу реки Арагуа, на расстоянии приблизительно 13 километров к востоку от города Маракай, административного центра штата. Абсолютная высота — 607 метров над уровнем моря. Климат характеризуется как тропический, с сухой зимой и дождливым летом (Aw в классификации климатов Кёппена).

## Население
По данным Национального института статистики Венесуэлы, численность населения города в 2013 году составляла 44 494 человека.

## Транспорт
Через территорию города проходит национальная автомагистраль № 1 (исп. Troncal 1).